# Cosmocampus heraldi
Cosmocampus heraldi es una especie de pez de la familia Syngnathidae en el orden de los Syngnathiformes.

## Reproducción
Es ovovivíparo y el macho transporta los huevos en una bolsa ventral, la cual se encuentra debajo de la cola.

## Morfología
Los machos pueden llegar alcanzar los 7 cm de longitud total.

## Hábitat
Es un pez  de mar y de clima templado y asociado a los arrecifes de coral que vive entre 6-23 m de profundidad.

## Distribución geográfica
Se encuentra en Chile: Isla San Félix y Islas Juan Fernández.